# Cholornis
Cholornis — рід горобцеподібних птахів родини суторових (Paradoxornithidae). Представники цього роду мешкають в Гімалаях і горах Китаю. Раніше їх відносили до роду Сутора (Paradoxornis). однак за результатами молекулярно-генетичного дослідження вони були переведені до відновленого роду Cholornis.

## Види
Виділяють два види:
- Сутора бронзова (Cholornis unicolor)
- Сутора трипала (Cholornis paradoxus)

## Етимологія
Наукова назва роду Cholornis походить від сполучення слів дав.-гр. χωλος — дефектний і ορνιθος — птах.